# Lemmjõgi
Lemmjõgi är ett vattendrag i landskapet Viljandimaa i Estland. Det är 49 kilometer lång och är ett biflöde till Raudna jõgi som via Navesti jõgi och Pärnu mynnar i Rigabukten.